# Дудештій-Векі (комуна)
Дудештій-Векі (рум. Dudeștii Vechi) — комуна у повіті Тіміш в Румунії. До складу комуни входять такі села (дані про населення за 2002 рік):
- Дудештій-Векі (3881 особа)
- Кеглевіч (566 осіб)
- Колонія-Булгаре (34 особи)

Комуна розташована на відстані 474 км на північний захід від Бухареста, 66 км на північний захід від Тімішоари.

## Населення
За даними перепису населення 2002 року у комуні проживали 5789 осіб.
Національний склад населення комуни:
| Національність | Кількість осіб | Відсоток |
| -------------- | -------------- | -------- |
| болгари        | 2950           | 51,0%    |
| румуни         | 2239           | 38,7%    |
| угорці         | 330            | 5,7%     |
| цигани         | 177            | 3,1%     |
| німці          | 45             | 0,8%     |
| українці       | 21             | 0,4%     |
| серби          | 17             | 0,3%     |
| словаки        | 5              | 0,1%     |
| поляки         | 2              | < 0,1%   |
| чехи           | 1              | < 0,1%   |

Рідною мовою назвали:
| Мова       | Кількість осіб | Відсоток |
| ---------- | -------------- | -------- |
| болгарська | 2941           | 50,8%    |
| румунська  | 2417           | 41,8%    |
| угорська   | 323            | 5,6%     |
| німецька   | 41             | 0,7%     |
| циганська  | 24             | 0,4%     |
| українська | 21             | 0,4%     |
| сербська   | 15             | 0,3%     |
| словацька  | 5              | 0,1%     |
| чеська     | 1              | < 0,1%   |

Склад населення комуни за віросповіданням:
| Релігія            | Кількість осіб | Відсоток |
| ------------------ | -------------- | -------- |
| римо-католики      | 3713           | 64,1%    |
| православні        | 1930           | 33,3%    |
| реформати          | 31             | 0,5%     |
| греко-католики     | 29             | 0,5%     |
| п'ятдесятники      | 20             | 0,3%     |
| баптисти           | 13             | 0,2%     |
| бретрени           | 7              | 0,1%     |
| не релігійні       | 6              | 0,1%     |
| лютерани           | 2              | < 0,1%   |
| атеїсти            | 2              | < 0,1%   |
| не вказали релігію | 6              | 0,1%     |